# 狄攻郑之战
狄攻郑之战，狄人进攻郑国的作战。
春秋中期，中原各国为争霸或图存而互相攻战之际，居住在今山西省长治市一带的赤狄逐渐壮大，并不断发兵侵扰中原各国。前646年（周襄王六年、鲁僖公十四年、郑文公二十七年）八月，赤狄攻卫国之后南渡黄河，侵入郑国北部地区。
前640年夏，郑入滑之战，周襄王派伯服、游孙伯到郑国请求不要进攻滑国。郑文公怨恨周襄王之父周惠王回到成周而不给其父郑厉公爵器，又怨周襄王偏袒卫、滑两国，于是不听周襄王之令而逮捕了伯服和游孙伯。周襄王发怒，准备领着狄人进攻郑国，派遣颓叔、桃子出动狄军。前636年夏，狄军进攻郑国，占领了栎地。周襄王感谢狄人，准备把狄君的女儿隗氏立为王后。襄王的弟弟王子带和隗氏私通。周天子废了隗氏。秋季，颓叔、桃子奉事王子带领狄军进攻成周，把周军打得大败，周公忌父、原伯、毛伯、富辰被俘。周襄王离开成周去郑国。